# Narcostaat
Een narcostaat (ook wel drugsstaat of narcocratie) is een pejoratieve term die doorgaans wordt gebruikt om landen te definiëren waar grootschalige productie van en/of handel in drugs plaatsvindt. De term werd voor het eerst gebruikt om de politieke en economische staat van Bolivia te beschrijven na de coup van Luis García Meza in 1980, die voornamelijk werd gefinancierd met de hulp van drugssmokkelaars. Nadien zijn verscheidene landen, waar vaak drugskartels op grote schaal actief zijn, bestempeld als narcostaten.

## Gebruik van de term
De term narcostaat wordt vaak als dubbelzinnig gezien vanwege het verschil tussen narcostaten. Bovendien zorgen verschillende criteria om een land als zodanig te typeren ervoor dat bij de ene definitie een land wel als narcostaat kan worden geëtiketteerd en bij een andere definitie niet. Zo zorgt de definitie van de Van Dale: "Staat waar grootschalige productie van en/of handel in narcotica plaatsvindt", voor een andere categorisering dan bij een andere voorgestelde definitie van Marc de Coster in het Woordenboek van neologismen: "Een land waar gemakkelijk drugs verkrijgbaar zijn, dat beheerst wordt door drugshandel." Vanwege deze ambiguïteit van de term pleit taalhistoricus Ewoud Sanders voor een politieke discussie in Nederland over wat er nu precies onder een narcostaat moet worden verstaan.

## Voorbeelden van landen die als narcostaten zijn geëtiketteerd

### Colombia
In de jaren 70 bewapende de Colombiaanse maffia zich tijdens de Colombiaanse Burgeroorlog op grote schaal door middel van drugsgeld opgebracht uit cocaïneproductie. Het Cartel de Medellín onder leiding van Pablo Escobar beheerste tot het eind van de jaren 80 het grootste deel van de drugshandel naar Mexico, Ecuador, Puerto Rico en de Dominicaanse Republiek. Het voerde daarbij een paramilitaire oorlog met zijn grootste concurrent, het Calikartel. Sinds het uiteenvallen van het Medellín- en Calikartel in de jaren 90 werd het Norte del Vallekartel het belangrijkste drugskartel, maar handelden ook paramilitaire organisaties als Autodefensas Unidas de Colombia, Nationaal Bevrijdingsleger (ELN) en de Revolutionaire Strijdkrachten van Colombia (FARC) in drugs. Sinds enkele jaren van relatieve rust, onder andere vanwege het vredesakkoord van de Colombiaanse regering met FARC in 2016, verdwijnt de prominente status van Colombia als narcostaat langzaamaan.

### Mexico
Toen de Colombiaanse kartels aan invloed inboetten, groeide de omvang van de Mexicaanse drugskartels. Vanwege corruptie binnen de Mexicaanse regering zijn de Mexicaanse kartels al tientallen jaren behoorlijk invloedrijk in de Mexicaanse politiek, waarbij grote sommen geld in verkiezingscampagnes worden gepompt en politici worden omgekocht. De strijd van de Mexicaanse overheid tegen de kartels vormt het onderwerp van de Mexicaanse drugsoorlog sinds 2006. Lange tijd waren het Tijuanakartel en haar rivaal het Juárezkartel de belangrijkste drugskartels, maar tegenwoordig worden het Sinaloakartel, Golfkartel, het Jaliscokartel en La Familia Michoacana als steeds belangrijkere spelers gezien.

### Nederland
Al in 1996 werd Nederland in een Frans overheidsrapport als een narcostaat bestempeld. Sindsdien is de vraag of Nederland daadwerkelijk een narcostaat is veelvuldig gesteld en hangt het antwoord sterk af van welke kenmerken er aan een narcostaat worden toegedicht. Naar de omvang van de drugssector in Nederland kan in ieder geval worden geconstateerd dat drugscriminaliteit al jaren een hardnekkig probleem in Nederland is en dat de bestrijding daarvan de politiek en de strafrechtspleging voortdurend voor complexe vragen stelt. In 2018 stelden verschillende politierechercheurs in een rapport van de Nederlandse Politiebond dat Nederland "al pijnlijk veel kenmerken van een narcostaat" vertoonde. Minister Grapperhaus van Justitie en Veiligheid stelde in een reactie dat Nederland geen narcostaat is. Na de moord op advocaat Derk Wiersum en misdaadverslaggever Peter R. de Vries kreeg de kwalificatie van Nederland als narcostaat nieuwe aandacht.

### Suriname
Suriname is bestempeld als een narcostaat, met name vanwege de betrokkenheid van president Desi Bouterse en zijn familie bij drugshandel. Suriname wordt daarbij beschouwd als doorvoerland van drugs vanuit Zuid-Amerika naar Europa en Brazilië. Bouterse werd voor zijn betrokkenheid bij een drugstransport van 474 kilogram cocaïne in 2000 bij verstek veroordeeld tot elf jaar celstraf. Als staatshoofd genoot hij echter diplomatieke onschendbaarheid zodat hij naar het buitenland kon reizen zonder te worden aangehouden.